# Varenne (stanice metra v Paříži)

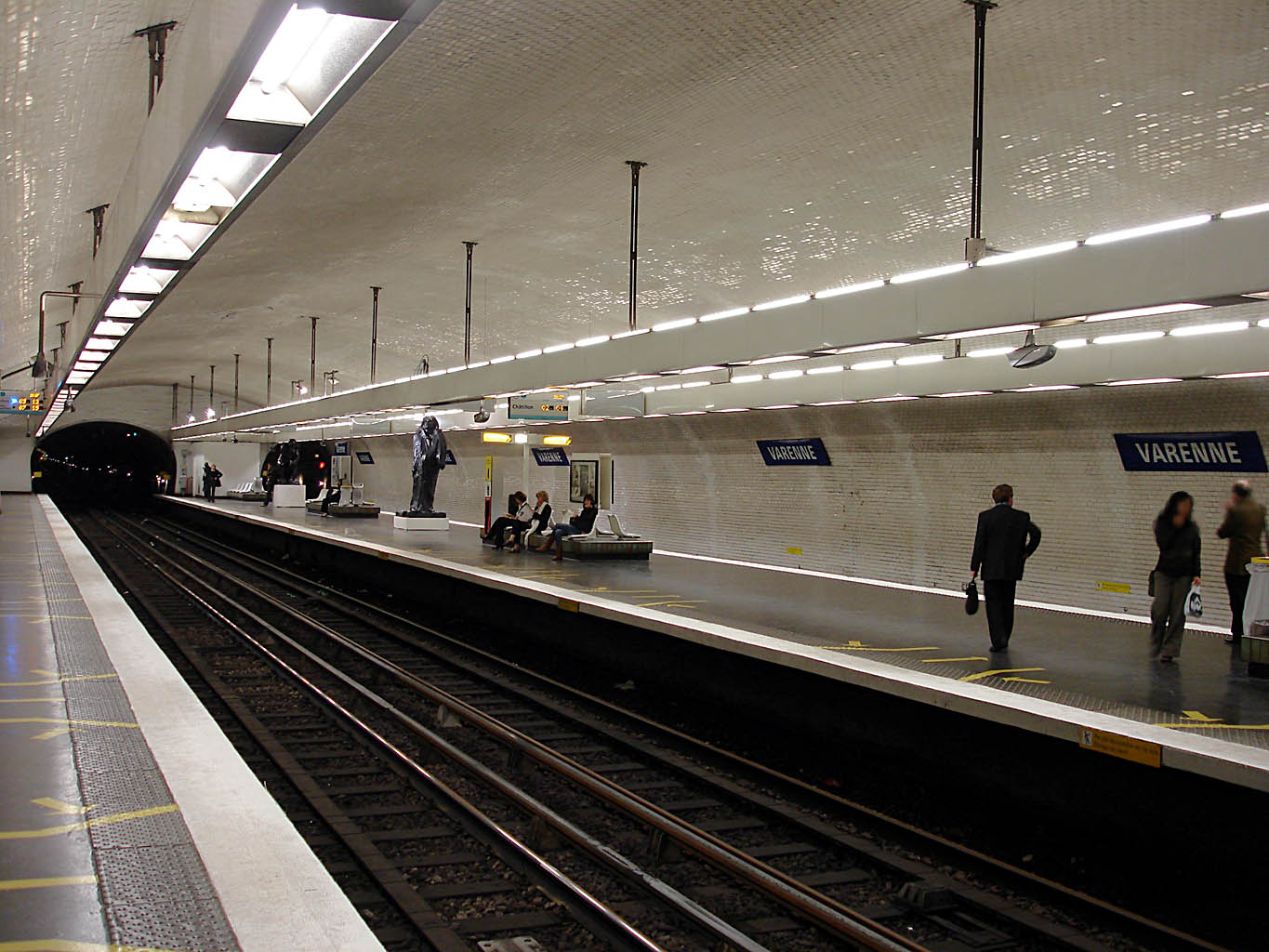
Nástupiště na stanici

Varenne je nepřestupní stanice pařížského metra na lince 13 v 7. obvodu v Paříži. Nachází se severně od křižovatky ulic Boulevard des Invalides, pod kterým vede linka metra, a Rue de Varenne.

## Historie
Stanice byla otevřena 30. prosince 1923 jako součást prvního úseku linky 10 mezi stanicemi Invalides a Croix-Rouge (od roku 1939 uzavřená). 27. července 1937 byla část tratě od stanice Invalides ke stanici Duroc připojena k tehdejší lince 14, která tam byla prodloužena ze stanice Bienvenüe. 9. listopadu 1976 byla tato linka zrušena a připojena k lince 13.
Dne 2. září 1939 po vypuknutí druhé světové války a všeobecné mobilizaci, bylo mnoho stanic metra uzavřeno. Ovšem stanice Varenne nebyla otevřena hned po válce, k tomu došlo až 24. prosince 1962.
29. července 2007 během ranní špičky došlou vinou brzd k požáru ve vlaku mezi stanicemi Invalides a Varenne. Oheň byl rychle uhašen, ale kouř přiotrávil 35 osob, z toho 15 vážně.

## Název
Jméno stanice je odvozeno od názvu ulice Rue de Varenne. Varenne (nebo Garren) bylo jméno osady, která zde stávala, a která patřila opatství Saint-Germain-des-Prés.

## Vstupy
Stanice má jeden vchod vedoucí na Boulevard des Invalides.

## Zajímavosti v okolí
- Invalidovna
- Musée Rodin (neboli Hôtel Biron) - muzeum sochaře Augusta Rodina
- Hôtel Matignon - sídlo francouzského premiéra, v okolí jsou sídla i dalších ministerstev